# Insight consommateur
 (janvier 2022).
Si vous disposez d'ouvrages ou d'articles de référence ou si vous connaissez des sites web de qualité traitant du thème abordé ici, merci de compléter l'article en donnant les références utiles à sa vérifiabilité et en les liant à la section « Notes et références ».
L'insight consommateur, la consumer insight, l'insight client ou la perception du consommateur peut se définir comme « la perception par le consommateur d’un problème ou d’un dilemme irrésolu sur la catégorie de produits où la marque opère ». C'est une expression empruntée au langage psychologique, où il exprime le fait de trouver une solution à un problème sans passer par une série d'essais-erreurs progressifs.
Elle qualifie l'analyse d'un comportement consommateur qui peut être porteuse d'un potentiel d'activité pour l'entreprise qui choisira de l'exploiter et d'y répondre par un produit. Contrairement à une approche d'« offre » où c'est l'entreprise ou la marque qui prend l'initiative d'une innovation produit, l'insight est donc bien l'expression d'une attente du consommateur donc, d'une « demande » (consciente ou inconsciente) dont l'entreprise ou la marque choisira ou non de se saisir.
Pour être plus précis, ce besoin consommateur est structuré autour de trois composantes :
1. l'idée elle-même, exprimée ainsi « j'aimerais pouvoir », « il serait pratique de »,
2. la motivation au sein de laquelle cette idée est ancrée « parce que pour moi il est important de »,
3. la tension qui fait que cette motivation est contrariée ou seulement partiellement satisfaite, le « mais... »,

Ainsi, l'insight s'exprime selon une phrase du type « j'aimerais pouvoir manger cinq fruits et légumes par jour, parce que je sais que c'est important pour la santé, mais je n'ai pas toujours le temps de cuisiner ».
Les insights peuvent être obtenus à partir de sources très variables : des études qualitatives, des études quantitatives, un travail de veille, une démarche prospective, une démarche d'observation, etc. Quelle qu'en soit la source, les « matériaux » recueillis (situations, besoins, observations, etc.) doivent ensuite être exprimés sous la forme problématisée : situation/motivation/tension. Il est ensuite possible de tester la puissance de ces insights par enquêtes, ou par sondage. Les idées de réponses produits sont alors clairement architecturées permettant d'optimiser la réponse produit.

## Définition
Il est utilisé dans le processus d'innovation dans l'étape de clarification des enjeux consommateurs tout autant qu'a posteriori en communication où il constitue un élément fort du story telling.
L'insight consommateur présente une différence notable par rapport à sa définition en psychologie. En psychologie l'insight intervient lorsque l'on trouve la solution à un problème alors qu'en marketing l'insight est supposé s'illustrer au moment de la compréhension (d'un problème ou d'une situation consommateur sujette à tension), avant même d'envisager toute solution ou réponse marketing. Cette différence importante a pu, en marketing, conduire à certaines imprécisions sur les insights.
C'est plutôt l'analyste marketing qui, à partir de ce constat consommateur, doit concevoir une réponse, une solution permettant de résoudre le dilemme mis en lumière par la parole du consommateur. L’insight consommateur doit faire apparaître un fait nouveau et offrir une illustration « frappante » pour laquelle un autre consommateur doit pouvoir se dire « effectivement j’aurais pu faire le même constat ! ».
L’insight de qualité apparaît donc comme une vérité découverte, potentiellement partagée par un grand nombre de consommateurs qui ne l’avaient pas encore verbalisée.
Pour être exploitable par un marketeur, l'insight consommateur doit être articulé en trois composantes :
- Un constat : « je souhaiterais pouvoir … »,
- Une motivation ou un besoin sous-jacent : « parce que … »,
- Une tension : « mais… »

Par exemple : « Je souhaiterais pouvoir manger cinq fruits et légumes par jour, parce que je sais que c’est important pour ma santé, mais je n’ai pas le temps de cuisiner ».
Cette articulation ternaire permet de cerner correctement le sens du constat du consommateur. La tension exprimée pointe du doigt le dilemme avec la motivation et illustre une tension que le marketeur va pouvoir utiliser pour apporter une réponse produit et ainsi trouver de nouveaux débouchés commerciaux pour son activité. À cet égard, l'insight, s'il est utile en phase d'innovation est également indispensable en phase de positionnement produit pour donner un réel sens consommateur à la proposition de valeur que va adresser la marque.
Les études de marché peuvent permettre d’évaluer la pertinence d’un insight en le testant auprès d’un ensemble de consommateurs.
L’étape qui suit la validation de cet insight est la réalisation d’un concept de produit que l’on va proposer aux consommateurs. Contrairement à la réponse marketing (les bénéfices) qui est dans le 
champ de la créativité, l'insight est lui bien dans le champ de la perspicacité. À ce titre, l'insight, n'est pas en soi créatif, il "livre" une vérité consommateur, mais peut inspirer une réponse produit / service. Il est donc vraiment essentiel de bien distinguer ces deux temps : perspicacité pour l'insight, et créativité pour une réponse produit service.

## Utilisation
L'insight consommateur va être utilisé à différents stades du développement d'une proposition de valeur ou d'un Concept Marketing.
On peut distinguer trois phases principales où le consumer insight entre en jeu :
1. En amont pour stimuler l'innovation en la fondant sur les "vérités" clients[8],
2. Lors de la conception de la proposition de valeur afin de déterminer le positionnement du produit, de l'offre ou de la solution,
3. Lors de la communication, où l'utilisation de l'insight dans l'élaboration des messages publicitaires peut permettre de capter l'attention des cibles[9].

On veille naturellement à la cohérence des insights utilisés durant ces trois phases.